# Takedown (노래)
"Takedown"은 2025년 애니메이션 뮤지컬 영화 판타지 영화인 《케이팝 데몬 헌터스》의 노래이다. 영화에 두 가지 버전으로 삽입되었으며, 하나는 EJAE, 오드리 누나, 레이 아미가 가상 밴드 K-pop 걸그룹 HUNTR/X로 부른 버전과, 다른 하나는 대한민국의 걸그룹 트와이스의 정연, 지효, 채영이 부른 엔딩 크레딧 버전이다. 트와이스 버전은 2025년 6월 20일 리퍼블릭 레코드를 통해 영화 사운드트랙 음반의 리드 싱글로 발매되었다.

## 배경 및 발매
애니메이션 뮤지컬 판타지 영화 《케이팝 데몬 헌터스》는 2025년 6월 20일 넷플릭스에서 공개되었다. 영화에는 루미, 미라, 조이로 구성된 가상의 K-pop 걸그룹 Huntr/x가 주인공으로 등장하며, 노래 성우는 각각 EJAE, 오드리 누나, 레이 아미가 연기했다. "Takedown"은 영화 속에서 Huntr/x가 부르며, 트와이스 멤버인 정연, 지효, 채영이 리믹스한 버전이 영화의 출연진과 음악 인재들이 녹음하는 실제 영상과 함께 엔딩 크레딧에 삽입된다. 영화의 사운드트랙 음반은 6월 20일에 발매되었으며, 두 가지 버전의 노래가 모두 포함되어 있다. 트와이스 버전의 "Takedown"은 같은 날 앨범의 리드 싱글로 발매되었다. 6월 27일에는 곡의 7인치 바이닐이 발매되었다.

## 가사 및 구성
"Takedown"은 Huntr/x의 사자 보이즈에 대한 분노와 복수를 표현하는 "전사 찬가"로 여겨졌다. 이 노래에서 반악마 루미는 내면의 목소리를 잃어 노래를 부르는 데 어려움을 겪고, 가사를 좀 더 부드러운 버전으로 다시 쓰려고 하지만, 미라와 조이로 변장한 악마들이 루미의 대안 버전을 거부하고 자신들의 버전을 연주하기로 결정하여 그녀의 악마 표시를 드러내게 된다. 이 노래는 영화에 삽입되기 전에 독립적인 음반으로 작사 및 녹음되었다. 정연, 지효 및 채영의 엔딩 크레딧 버전은 그들의 틱톡 댄스 챌린지의 중심 역할을 한다. 채영은 처음에는 노래가 너무 강렬해서 그들이 소화하기 힘들 것이라고 느꼈지만, 새로운 스타일에 작업하는 것을 즐겼다고 말했으며, 정연은 이 트리오의 첫 번째 곡으로 함께 한 "특별한 경험"이라고 언급했다.

## 곡 목록
7인치 바이닐 싱글
1. "Takedown" (트와이스 버전) – 3:01
2. "Takedown" (Huntr/x 버전) – 3:02

## 차트
| 차트 (2025)                        | 최고 순위 |
| ---------------------------------- | --------- |
| 오스트레일리아 (ARIA)              | 27        |
| 캐나다 (캐나디안 핫 100)           | 61        |
| 빌보드 글로벌 200 (빌보드)         | 39        |
| 말레이시아 (빌보드)                | 15        |
| 뉴질랜드 (리코디드 뮤직 NZ)        | 22        |
| 필리핀 (필리핀 핫 100)             | 24        |
| 싱가포르 (RIAS)                    | 17        |
| 대한민국 (써클)                    | 98        |
| 타이완 (빌보드)                    | 22        |
| 영국 다운로드 (오피셜 차트 컴퍼니) | 100       |
| 미국 빌보드 핫 100                 | 64        |

| 차트 (2025)                      | 최고 순위 |
| -------------------------------- | --------- |
| 캐나다 (캐나디안 핫 100)         | 83        |
| 빌보드 글로벌 200 (빌보드)       | 81        |
| 말레이시아 (빌보드)              | 23        |
| 필리핀 (필리핀 핫 100)           | 32        |
| 싱가포르 (RIAS)                  | 27        |
| 대한민국 (써클)                  | 107       |
| 타이완 (빌보드)                  | 15        |
| 미국 버블링 언더 핫 100 (빌보드) | 2         |

## 발매 역사
| 지역 | 날짜            | 형식                   | 레이블          | Ref.  |
| ---- | --------------- | ---------------------- | --------------- | ----- |
| 다수 | 2025년 6월 20일 | 음악 다운로드 스트리밍 | 리퍼블릭 레코드 | [ 3 ] |
| 다수 | 2025년 6월 27일 | 7인치 바이닐           | 리퍼블릭 레코드 | [ 4 ] |